# 清水ヨシト
清水 ヨシト（しみず ヨシト、1967年7月26日 - ）は、日本の俳優。長野県出身。身長175cm、体重65kg。特技は歌、ギター。

## 出演

### 映画
- 修羅がゆく7 四国烈死篇（1998年3月7日）
- 首領への道 劇場版（2003年3月1日）
- 新・空手バカ一代一格闘者（2003年3月28日）
- すてごろ 梶原三兄弟激動昭和史（2003年6月14日）
- 修羅の門 劇場版
- アウトレイジ（2010年6月12日）

### テレビ
- NHK大河ドラマ 毛利元就
- NHK水曜シリーズドラマ 必要のない人
- ABC土曜ワイド劇場 京都マル秘仕置帖

### オリジナルビデオ
- 攻略の掟 怒涛のオープンチャッカー打法（1998年） - 青田
- 安藤組外伝 群狼の系譜
- ゼニ学 - 恵比寿
- 真・雀鬼14・16
- Gブラッド
- 首領への道（1999年、2000年）
  - 首領への道5・6（1999年） - 川端
  - 首領への道11（2000年） - 府警本部刑事
- 新 第三の極道 血塗られた仁義（2000年） - 荒瀬組組員
- 修羅の絆（2000年） - ヒットマン(山崎総業)
- 実録・東北やくざ戦争 死守りの盃（2003年）
- 実録・瀬戸内やくざ戦争 伊予路水滸伝（2003年） - 村田
- 実録・北海道やくざ戦争 北海の挽歌（2003年） - 藤原
- 北の狼（2003年）
- 昭和博徒外伝（2003年） - 金城
- 実録・関東やくざ戦争2 修羅の代紋（2004年）
- 実録・山陽道ヤクザ戦争
- 炎と氷（2004年）
- 極道の紋章 第一章（2007年）- 堀田一家沢村組若頭 白鳥哲郎
- 実説 沖縄ヤクザ抗争 いくさ世アシバー上原勇一 完結編（2009年） - 島袋
- 極道の紋章 第十三章（2010年） - 関東睦会幹部 森岡組組長 寺西豪士
- 新・日本暴力地帯 第二章（2010年） - 宮川組若頭 南郷親平
- 実録・若頭 完結編（2011年） - 神和会幹事長 佐々原幹雄
- 首領の道（2011年） - 二代目連城組組員 ヒノ
- 極道の教典1-5（2014年-2015年） - サワダ
- 新・極道の紋章2（2014年） - 鳴門興業組長
- 新・極道の紋章3（2014年） - 二代目美濃部組鳴門興業組長
- 日本統一（2014年、2015年）
  - 日本統一6・7（2014年） - 大阪 難波 イシムラ組組長
  - 日本統一12（2015年） - 菊地組組長 菊地護
- 制覇（2015年、2016年）
  - 制覇2（2015年） - 三代目難波組幹部 島木組組長 島木太郎
  - 制覇7（2016年） - 浜松 天竜一家若頭 田淵隆一朗
- 極道天下布武（2017年） - 知多 水名組組長 水名信元

### 舞台
- 金時きつね
- 半七捕物帳
- あばれ女将
- 六條山縁起
- 八木節の女